# Bergischer Hof (Solingen)
Der Bergische Hof ist ein historisches Gaststättengebäude im Stadtteil Aufderhöhe der bergischen Großstadt Solingen. Es steht seit 1984 unter Denkmalschutz.

## Lage und Beschreibung
Das Gebäude befindet sich an der Straßenecke zwischen der Bundesstraße 229, der Aufderhöher Straße, und der Nußbaumstraße. Es begrenzt den dort befindlichen Aufderhöher Busbahnhof nach Süden hin und stellt aufgrund seiner Größe ein ortsbildprägendes Bauwerk dar.
Das Gebäudeensemble besteht aus einem zweigeschossigen Schieferhaus, dessen Straßenfassade in vier Achsen gegliedert ist, und das traufständig zur Aufderhöher Straße steht. Dort befindet sich auch der Eingangsbereich der Gaststätte sowie über der Tür der Schriftzug Bergischer Hof. Nach Nordwesten schließt sich ein großvolumiger zweigeschossiger Saalanbau an das Schieferhaus an, der in Sichtfachwerk ausgeführt ist. Der Anbau ist dabei etwa vier Mal so breit wie das Schieferhaus selbst. Nach Süden schließt sich an das Gebäudeensemble ein Biergarten mit altem Baumbestand an.

## Geschichte

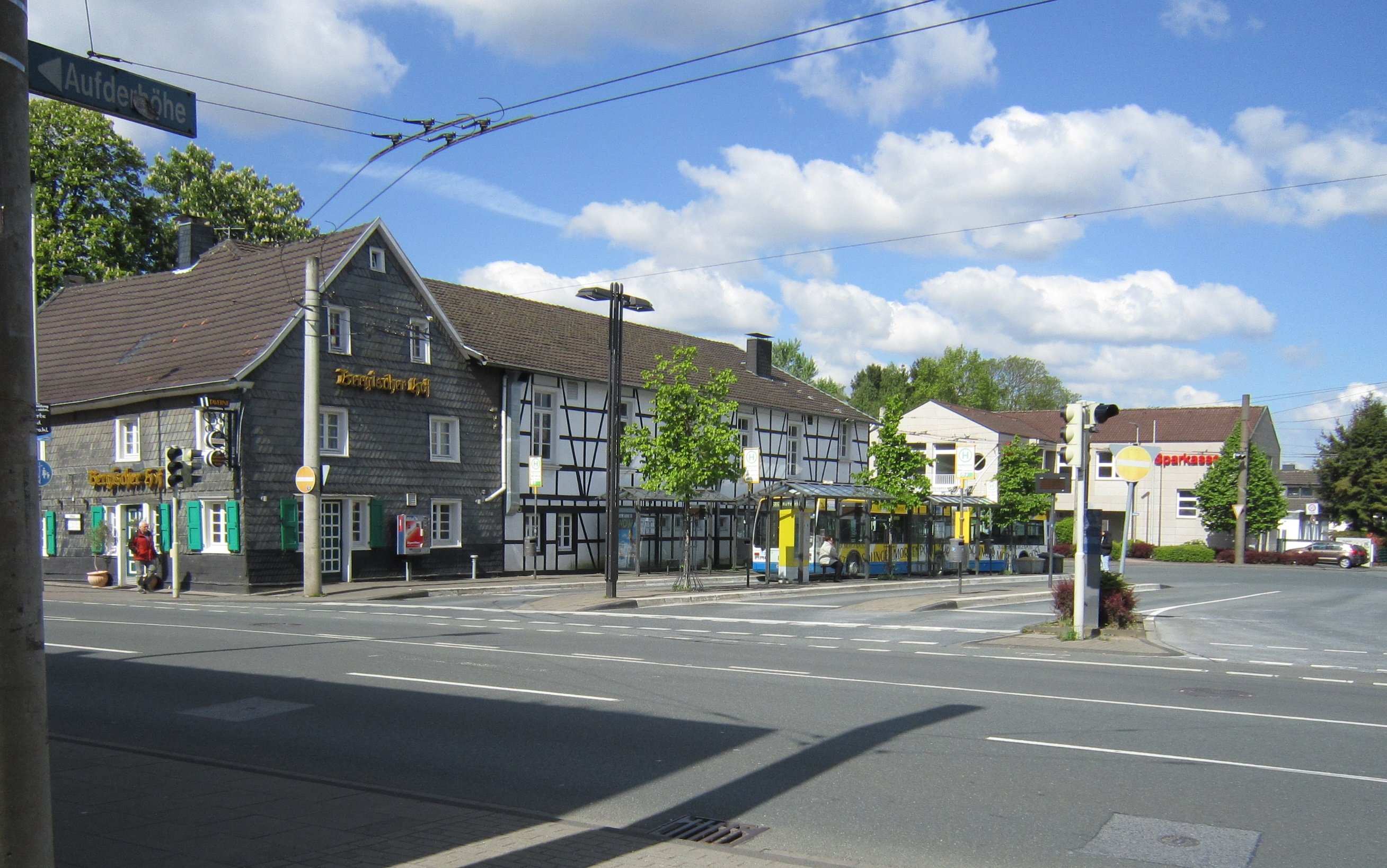
Busbahnhof und Bergischer Hof mit Saalanbau

Die heutige Aufderhöher Straße entstand als Teilstück des sogenannten neuen Rheinwegs zwischen 1752 und 1754, der die Stadt Solingen mit dem Rheinhafen in Hitdorf verbinden sollte. Im Umfeld der bisherigen Hofschaft Aufderhöhe entstanden an dieser Straße ab der Wende zum 18. Jahrhundert einige Schieferhäuser entlang der Straße. Das später als Gasthaus Bergischer Hof bezeichnete Schieferhaus wurde um das Jahr 1840 errichtet.
Um das Jahr 1870 wurde das Schieferhaus nach hinten um den großvolumigen Saalanbau erweitert, bereits zuvor ist in dem Gebäude ein gastronomischer Betrieb nachgewiesen. Vermutlich zählte auch der vorbeireisende Fuhrwerksverkehr zu den damaligen Gästen des Bergischen Hofes. Der angebaute Saal wurde darüber hinaus durch örtliche Vereine genutzt, darunter durch Karnevals- und Schützenvereine.
Das Gebäude des Bergischen Hofes lag im 19. Jahrhundert in der Bürgermeisterei Höhscheid unmittelbar an der Gemeindegrenze zur Bürgermeisterei Merscheid (später Ohligs genannt), die die heutige Nußbaumstraße bildete. Nach der Städtevereinigung zu Groß-Solingen im Jahre 1929 lag es im Zentrum des neuen Stadtteils Aufderhöhe, der sich durch zahlreiche Wohngebiete erst nach dem Zweiten Weltkrieg entwickelt hat.
Der Bergische Hof wurde am 9. Oktober 1984 unter der laufenden Nummer 64 in die Denkmalliste der Stadt Solingen eingetragen.
Nach zwischenzeitlichem Leerstand fand sich Ende 2016 ein neuer Pächter für den Bergischen Hof. Nach umfassender Sanierung wurde die Gaststätte als Taverne Katogi – Bergischer Hof mit griechisch-deutscher Küche im März 2017 wiedereröffnet. Auch der renovierte Festsaal kann seither wieder durch Aufderhöher Vereine genutzt werden.